# 인디안 애로우스
인디안 애로우스(Indian Arrows)는 바스코다가마를 연고로 하는 인도의 축구단이다. 현재 I리그에 참가하고 있다.